# Joachim Rønning
Hans Joachim Rønning, född 30 maj 1972 i Sandefjord, är en norsk filmregissör, reklamfilmsproducent, manusförfattare och filmproducent. Han har tidigare haft ett långt samarbete med sin kollega, tillika barndomsvän, Espen Sandberg (även han från Sandefjord), och regisserat filmer som Bandidas, Max Manus, Kon-Tiki och Pirates of the Caribbean: Salazar's Revenge, detta under namnet Roenberg (en sammanslagning mellan deras bägge efternamn). Sedan några år tillbaka ägnar sig både han och Sandberg åt att göra soloprojekt.
Rønning är sedan augusti 2019 gift med den amerikanska arvtagerskan Amanda Hearst (född 1984). En son föddes i juni 2022. Han har också studerat vid Stockholms Filmskola mellan åren 1992 och 1994, precis som vännen och den tidigare kollegan Espen Sandberg.[källa behövs]

## Filmografi (i urval)

### Film och TV (medEspen Sandberg)
- 2006 – Bandidas
- 2008 – Max Manus
- 2012 – Kon-Tiki
- 2014 – Marco Polo (TV-serie)
- 2017 – Pirates of the Caribbean: Salazar's Revenge

### Soloprojekt
- 2019 – Maleficent 2: Ondskans härskarinna
- 2024 – Young Woman and the Sea
- 2025 – Tron: Ares